# Marina Mikhailovna Raskova
Marina Mikhailovna Raskova (tiếng Nga: Марина Михайловна Раскова) (1912-1943) là một nữ phi công và hoa tiêu Liên Xô nổi tiếng. Trong Chiến tranh giữ nước vĩ đại, cô là người thành lập và chỉ huy lực lượng phi công chiến đấu nữ của Hồng quân. Raskova là một trong những phụ nữ đầu tiên được tặng thưởng danh hiệu cao quý Anh hùng Liên bang Xô viết.

## Tiểu sử và sự nghiệp

### Trước chiến tranh
Marina Raskova sinh ngày 28 tháng 3 năm 1912 tại Moskva. Ban đầu cô là học viên tại Nhạc viện Moskva nổi tiếng nhưng đến năm 1932 cô bắt đầu chuyển sang học nghề hoa tiêu tại Học viện không quân Zhukovsky và năm 1933 Raskova trở thành nữ hoa tiêu đầu tiên của Không quân Xô viết. Sau khi tốt nghiệp năm 1935, Raskova tiếp tục ở lại học viện với tư cách huấn luyện viên đầu tiên là phụ nữ của Học viện Zhukovsky. Trong thời gian này cô cũng bắt đầu tham gia nhiều chuyến bay nổi tiếng trong vị trí hoa tiêu và phi công.
Chuyến bay nổi tiếng nhất của Raskova có lẽ là chuyến bay của chiếc Ant-37 mang tên Rodina (tiếng Nga có nghĩa là "Đất mẹ") vào ngày 24 và 25 tháng 9 năm 1938. Cô là hoa tiêu trong phi hành đoàn ba người, hai nữ phi công còn lại là Polina Osipenko và Valentina Grizodubova. Mục tiêu của chuyến bay là lập kỷ lục thế giới về một chuyến bay thẳng không nghỉ của nữ. Hành trình theo kế hoạch là từ thủ đô Moskva đến thành phố Komsomolsk ở vùng Viễn Đông của Liên Xô. Tổng cộng, phi hành đoàn nữ này đã bay liên tục trong 26 giờ 29 phút trên quãng đường liên tục dài 5947 km và hoàn thành mục tiêu lập kỷ lục thế giới mới. Tuy nhiên thử thách thực sự của Raskova lại là quãng thời gian 10 ngày sau đó, do tầm nhìn hạn chế phi hành đoàn đã không thể tìm được sân bay và buộc phải hạ cánh khẩn cấp xuống một vùng rừng Taiga. Theo thiết kế thì buồng lái của hoa tiêu tách biệt hoàn toàn với buồng lái của phi công và dễ gặp nguy hiểm khi máy bay phải hạ cánh khẩn cấp, vì vậy Marina Raskova đã phải nhảy dù trước khi máy bay chạm đất mà không kịp mang theo thức ăn, nước uống và dụng cụ thiết yếu. Khi xuống đến mặt đất cô đã phải mất đến 10 ngày để tìm thấy đoàn cứu hộ và hai người còn lại trong phi hành đoàn. Nhờ thành tích này, cả ba người đã được phong danh hiệu Anh hùng Liên bang Xô viết ngày 2 tháng 11 năm 1938. Trước Chiến tranh giữ nước vĩ đại thì đây là ba người phụ nữ đầu tiên và duy nhất được tặng thưởng danh hiệu này.

### Chiến tranh vệ quốc vĩ đại
Khi Chiến tranh Xô–Đức bùng nổ, có rất nhiều phụ nữ có khả năng lái máy bay đã tình nguyện nhập ngũ. Tuy không có điều luật nào cấm phụ nữ tham gia chiến đấu trong lực lượng không quân nhưng họ thường không được khuyến khích và ít khi được giao nhiệm vụ. Marina Raskova đã dùng uy tín của mình với tư cách là một Anh hùng và giảng viên tại Học viện không quân để thuyết phục các lãnh đạo Liên xô cho thành lập các đơn vị không quân chiến đấu nữ. Trong các đơn vị này, nữ giới không chỉ đảm nhiệm vị trí phi công mà còn cả vị trí thợ máy và đội ngũ hỗ trợ bay. Nhờ sự vận động tích của Marina Raskova, ngày 8 tháng 10 năm 1941, Stalin đã ký quyết định số 0099 của Ủy ban Nhân dân Quốc phòng, thành lập các trung đoàn hàng không nữ. Nhân sự cho các trung đoàn được tuyển chọn từ các đơn vị thuộc Không quân Hồng quân, Hàng không Dân sự và OSOAVIAKhIM.
Các quân nhân nữ tình nguyện được tập trung huấn luyện tại Đoàn Hàng không nữ số 122 (tiếng Nga: женская авиационная группа № 122), sau đó được phân bổ đưa về thành lập bộ khung 3 trung đoàn không quân chiến đấu nữ, với các phiên hiệu như sau:
1. Trung đoàn không quân tiêm kích số 586 (tiếng Nga: 586-й истребительный авиационный полк), biên chế máy bay Yak-1, đóng căn cứ ở Engels
2. Trung đoàn không quân ném bom số 587 (tiếng Nga: 587-й бомбардировочный авиационный полк), biên chế máy bay Su-2, đóng căn cứ ở Kamenka
3. Trung đoàn không quân ném bom đêm số 588 (tiếng Nga: 588-й ночной легкобомбардировочный авиационный полк), biên chế máy bay U-2, đóng căn cứ ở Engels.

Trung đoàn 586 chính thức tham chiến đầu tiên ngày 16 tháng 4 năm 1942, sớm nhất trong số ba trung đoàn. Tổng cộng các phi công trong trung đoàn đã tham gia 4.419 phi vụ bay, 125 trận không chiến và tiêu diệt 38 máy bay địch. Chỉ huy trung đoàn là Tamara Kazarinova và Aleksandr Gridnev.
Trung đoàn 588 là đơn vị nổi tiếng nhất trong số ba trung đoàn bay nữ và được lãnh đạo bởi Yevdokia Bershanskaya. Trung đoàn đã thực hiện tổng cộng hơn 24.000 phi vụ ném bom tính cho đến cuối cuộc chiến bằng những chiếc máy bay hai tầng cánh cổ lỗ Polikarpov Po-2.
Đích thân Marina Raskova chỉ huy Trung đoàn 587. Sau khi cô hy sinh năm 1943, người thay thế vị trí chỉ huy là Valentin Markov. Trung đoàn tuy được dự định trang bị máy bay Su-2, nhưng về sau lại được trang bị bằng máy bay Pe-2 mạnh hơn và tốt hơn. Đơn vị đã thực hiện tổng cộng 1.134 phi vụ và ném tổng cộng hơn 980.000 tấn bom xuống các vị trí của quân đội Đức Quốc xã.
Ngày 4 tháng 1 năm 1943, trong khi chuẩn bị hạ cánh xuống căn cứ sau khi hoàn thành nhiệm vụ, máy bay của Raskova gặp tai nạn do thời tiết xấu và cô đã hy sinh. Raskova được tổ chức lễ tang theo nghi thức nhà nước và được an táng tại Quảng trường Đỏ.